# The Walking Dead (TV-serie)
The Walking Dead är en amerikansk postapokalyptisk skräckdrama-TV-serie utvecklad av Frank Darabont och baserad på serietidningen The Walking Dead av Robert Kirkman, Tony Moore och Charlie Adlard. Serien kretsar kring en liten grupp människor ledda av sheriffen Rick Grimes, efter att en zombieepidemi slagit USA i spillror. Andrew Lincoln spelade seriens huvudkaraktär, Rick Grimes, fram till sin avgång under den nionde säsongen.
AMC meddelade planer för tre filmer för att följa Ricks berättelse efter Lincolns avgång. År 2020 meddelades två spinoffs: en fokuserad på Norman Reedus och Melissa McBrides karaktärer och en antologiserie med individuella karaktärsberättelser.
TV-serien visas på kabelkanalen AMC sedan oktober 2010 och följer i princip samma handling som den tecknade serien. I rollerna syns bland annat Andrew Lincoln, Laurie Holden och Norman Reedus. Den andra säsongen av serien började att sändas i oktober 2011, säsong tre i oktober 2012 och säsong fyra i oktober 2013. Säsong fem hade premiär den 12 oktober 2014.
The Walking Dead produceras av AMC Studios i delstaten Georgia. Serien anpassades från serietidningen av Frank Darabont, som också fungerade som showrunner för den första säsongen. Men konflikter mellan Darabont och AMC tvingade hans avgång från serien. Efter Darabont har Glen Mazzara, Scott M. Gimple och Angela Kang alla fungerat som showrunners. 
Den elfte och sista säsongen hade premiär den 22 augusti 2021 och serien avslutades den 20 november 2022.
Tre spin-offs har tillkännagivits: The Walking Dead: Dead City med Maggie och Negan, The Walking Dead: Daryl Dixon med titelkaraktären samt The Walking Dead: The Ones Who Live med Rick och Michonne.

## Handling

### Säsong 1
Vicesheriffen Rick Grimes vaknar från en koma och upptäcker en värld som översvämmats av zombier. Efter att ha blivit vän med Morgan Jones reser Rick ensam till Atlanta för att hitta sin maka Lori, hans son Carl och hans bästa vän Shane Walsh, och möter andra överlevande. Gruppen reser till Centers for Disease Control (CDC), men finner från den enda återstående CDC-medlemmen att det inte finns något botemedel mot pandemin.

### Säsong 2
Ricks grupp reser från Atlanta och tar skydd på Hershel Greenes gård medan de letar efter Carols försvunna dotter, Sophia. Spänningen mellan de överlevande försämras efter det att man upptäcker att Hershel har hållit vänner och familj förvandlade till zombier, inklusive Sophia, i sin ladugård. Rick får reda på att Shane och Lori var romantiskt involverade i början av apokalypsen, och Shane och Ricks vänskap blir alltmer instabil när Lori avslöjar att hon är gravid. Rick tvingas så småningom att döda Shane i självförsvar. Oväsendet drar till sig zombier och tvingar Ricks grupp och Hershels överlevande familj att evakuera gården.

### Säsong 3
Efter att ha flytt från Hershels gård i åtta månader hittar Ricks grupp ett fängelse som de rensar från zombier för att skapa sitt nya hem. Lori dör under förlossning och Rick blir tillbakadragen. Samtidigt räddas Andrea av Michonne och de två upptäcker Woodbury, en befäst stad ledd av en man som kallas Guvernören. Han får reda på Ricks grupp i fängelset, vilket leder till konflikt mellan dem. Ricks grupp plundrar och förstör så småningom Woodbury, men Guvernören slutligen dödar Andrea och flyr. Woodburys medborgare bor med Ricks grupp i fängelset.

### Säsong 4
Flera månader efter Guvernörens attack dödar en dödlig influensa många av människorna i fängelset. Guvernören hittar sina tidigare medhjälpare och dödar dem, tar över deras grupp och förstör fängelset. Ricks grupp tvingas separera och fly, men inte innan Hershel och Guvernören dödas. De överlevande splittrar sig, möter sina egna prövningar och möter nya ansikten innan de hittar tecken som pekar på en säker tillflyktsort som heter Terminus. En efter en återförenas de vid Terminus, men hela gruppen fångas för något okänt syfte.

### Säsong 5
Rick upptäcker att invånarna i Terminus ägnar sig åt kannibalism, men gruppen tar över Terminus och återförenas. En del skadas och kidnappas till Grady, ett sjukhus som bedrivs av korrupta poliser och läkare. När de överlevande återhämtar sig, kontaktas de av Aaron som uppmanar dem att gå med i ett befäst samhälle i Alexandria ledtt av Deanna Monroe. De välkomnas initialt, men Ricks grupp inser att invånarna inte har mött zombiehotet direkt. Rick träffar en kvinna som heter Jessie Anderson. Han upptäcker att hennes make är destruktiv. Under en konflikt avrättar Rick honom med Deannas tillstånd. Morgan anländer oväntat och bevittnar Ricks avrättande av den destruktive maken. 

### Säsong 6
Invånarna i Alexandria litar på Ricks grupp för att skydda staden. En grupp som kallas Wolves använder en zombiehord för att attackera Alexandria och Deanna och hela Anderson-familjen (bland andra) dödas. Medan de återhämtar sig får Alexandria reda på ett samhälle som heter Hilltop. En man som heter Jesus uppmanar dem att byta leveranser med Hilltop om de kan hjälpa till att upphöra med hotet från de utpressande Saviors som leds av en man som heter Negan. Trots att Ricks grupp decimerar en Saviors utpost, fångas de senare av Negan och tvingas underkasta sig honom. 

### Säsong 7
Negan mördar Glenn och Abraham och initierar hans styre över Alexandria. Hans handlingar ledde initialt till att Rick underkastade sig, men Michonne övertalar honom att slå tillbaka. De möter ett samhälle som heter Scavengers och ber dem om hjälp. Carol och Morgan blir vän med kung Ezekiel, ledaren av Kingdom, medan Maggie och Sasha samlar Hilltop. Rosita och Eugene gör en kula för att döda Negan. När kulan blockeras av Lucille, Negans basebollträ, rekryterar Negan kraftfullt Eugene som en Savior. Saviors och kappvändarna Scavengers attackerar Alexandria men drivs tillbaka av Sashas uppoffring och hjälp från Kingdom soldater och Hilltop soldater. 

### Säsong 8
Rick, Maggie och Ezekiel samlar sina samhällen i krig mot Negan och Saviors. Förlusterna är stora på båda sidor och många av Kingdoms soldater dödas. Alexandria faller för en Saviors attack och Carl blir biten av en zombie. Innan Carl avlivar sig själv, övertygar han Rick att avsluta kriget och starta om samhället på nytt. Negan försöker utplåna Rick och hans allierade i en sista strid, men Eugene hindrar hans plan genom att sabotera Saviors kulor. Rick skadar sedan Negan. Mot Maggies önskningar skonas och fängslas Negan och avslutar kriget.

### Säsong 9
Arton månader efter Negans nederlag är de olika samhällena nu förenade under Rick Grimes ledarskap. De möter en rad utmaningar både inom och utanför sin allians, inklusive det mystiska hotet från Whisperers. Rick skadas svårt i ett försök att stärka alliansen och försvinner, vilket lämnar ett maktvakuum. Michonne och Daryl tar på sig ledarrollen i hans frånvaro. Samtidigt minskar Maggies närvaro, vilket skapar ytterligare osäkerhet. Säsongen kulminerar i den växande spänningen och osäkerheten kring Whisperers, som blir allt mer hotfulla.

### Säsong 10
De överlevande samhällen tar upp kampen mot den skrämmande gruppen Whisperers. Efter en brutal massaker utförd av Alpha, Whisperers ledare, samlar de förenade samhällena sina krafter. De förbereder sig intensivt för att gå till krig och eliminera hotet från Whisperers en gång för alla. Striden är inte bara en fysisk kamp, utan också en prövning av allianser och lojalitet inom de sammanslagna samhällena.

### Säsong 11
I en dyster framtid står de överlevande inför nya och farliga utmaningar när de korsar sina vägar med Commonwealth, en avancerad organisation med över 50000 överlevande och högteknologisk utrustning. Samtidigt måste gruppen hantera Reapers, en mystisk och hotfull fraktion som har tagit över Meridian, den tidigare hemstaden för Maggie och hennes nya grupp, the Wardens. Då de måste navigera det politiskt komplicerade landskapet i Commonwealth och stå emot Reapers oförutsägbara våld, blir gruppen tvingade att göra svåra val som kommer att påverka deras framtid.

## Rollista

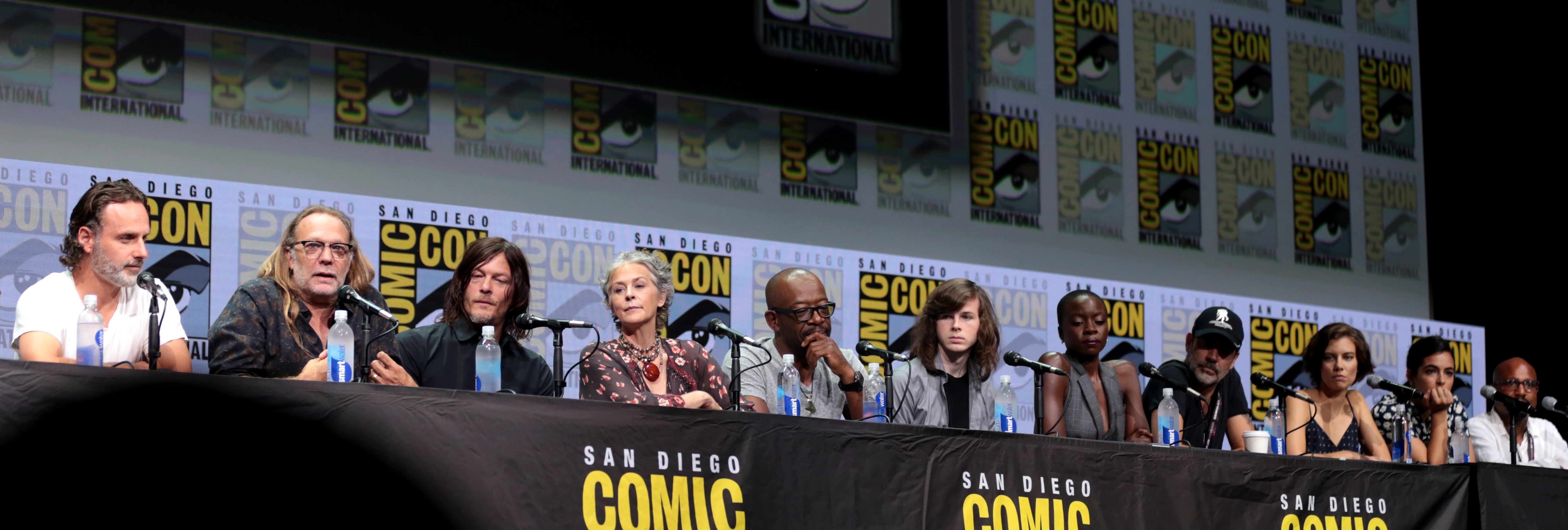
Från höger till vänster: Andrew Lincoln (Rick), Greg Nicotero (producent), Norman Reedus (Daryl), Melissa McBride (Carol), Lennie James (Morgan), Chandler Riggs (Carl), Danai Gurira (Michonne), Jeffrey Dean Morgan (Negan), Lauren Cohan (Maggie), Alanna Masterson (Tara) och Seth Gilliam (Gabriel) år 2017.

- Från höger till vänster: Andrew Lincoln (Rick), Greg Nicotero (producent), Norman Reedus (Daryl), Melissa McBride (Carol), Lennie James (Morgan), Chandler Riggs (Carl), Danai Gurira (Michonne), Jeffrey Dean Morgan (Negan), Lauren Cohan (Maggie), Alanna Masterson (Tara) och Seth Gilliam (Gabriel) år 2017.Andrew Lincoln som Rick Grimes (säsong 1–9; gäststjärna säsong 11)
- Jon Bernthal som Shane Walsh (säsong 1–2, gäststjärna säsong 3 och 9)
- Sarah Wayne Callies som Lori Grimes (säsong 1–3)
- Laurie Holden som Andrea (säsong 1–3)
- Jeffrey DeMunn som Dale Horvath (säsong 1–2)
- Steven Yeun som Glenn Rhee (säsong 1–7)
- Chandler Riggs som Carl Grimes (säsong 1–8)
- Norman Reedus som Daryl Dixon (säsong 1–11)
- Melissa McBride som Carol Peletier (säsong 1–11)
- Lauren Cohan som Maggie Greene (säsong 2–11)
- Danai Gurira som Michonne (säsong 3–10; gäststjärna säsong 11)
- Scott Wilson som Hershel Greene (säsong 2–4, gäststjärna säsong 9)
- Michael Rooker som Merle Dixon (säsong 3, gäst säsong 1–2)
- David Morrissey som Philip Blake / Guvernören (säsong 3–4, gäststjärna säsong 5)
- Emily Kinney som Beth Greene (säsong 2–5)
- Chad L. Coleman som Tyreese Williams (säsong 3–5)
- Sonequa Martin-Green som Sasha Williams (säsong 3–7, gäststjärna säsong 9)
- Lawrence Gilliard Jr. som Bob Stookey (säsong 4–5)
- Michael Cudlitz som Abraham Ford (säsong 4–7)
- Josh McDermitt som Eugene Porter (säsong 4–11)
- Christian Serratos som Rosita Espinosa (säsong 4–11)
- Alanna Masterson som Tara Chambler (säsong 4–9)
- Andrew J. West som Gareth (säsong 5, gäst säsong 4)
- Seth Gilliam som Gabriel Stokes (säsong 5–11)
- Lennie James som Morgan Jones (säsong 5–8, gäststjärna säsong 3, gäst säsong 1)
- Alexandra Breckenridge som Jessie Anderson (säsong 5–6)
- Ross Marquand som Aaron (säsong 5–11)
- Austin Nichols som Spencer Monroe (säsong 5–7)
- Tovah Feldshuh som Deanna Monroe (säsong 5–6)
- Jeffrey Dean Morgan som Negan (säsong 7–11, gäststjärna säsong 6)
- Austin Amelio som Dwight (säsong 6–8)
- Tom Payne som Paul "Jesus" Rovia (säsong 6–9)
- Xander Berkeley som Gregory (säsong 7–9, gäst säsong 6)
- Khary Payton som Ezekiel (säsong 7–11)
- Steven Ogg som Simon (säsong 7–8, gäst säsong 6)
- Katelyn Nacon som Enid (säsong 6–9, gäst säsong 5)
- Pollyanna McIntosh som Jadis / Anne (säsong 7–9)
- Callan McAuliffe som Alden (säsong 8–11)
- Avi Nash som Siddiq (säsong 8–10)
- Samantha Morton som Alpha (säsong 9–10)
- Ryan Hurst som Beta (säsong 9–10)
- Eleanor Matsuura som Yumiko (säsong 9–11)
- Cooper Andrews som Jerry (säsong 7–11)
- Nadia Hilker som Magna (säsong 9–11)
- Cailey Fleming som Judith Grimes (säsong 9–11)
- Cassady McClincy som Lydia (säsong 9–11)
- Lauren Ridloff som Connie (säsong 9–11)
- Paola Lázaro som Juanita "Princess" Sanchez (säsong 10–11)
- Michael James Shaw som Michael Mercer (säsong 11)[8]
- Lynn Collins som Leah Shaw (säsong 11; gäst säsong 10)[9]
- Josh Hamilton som Lance Hornsby (säsong 11)[10]
- Margot Bingham som Max Mercer / Stephanie Vega (säsong 11; gäst säsong 10)[10]
- Laila Robins som Pamela Milton (säsong 11)[10]

## Franchise och spinoffs

### TV-serier

#### Fear the Walking Dead
Fear the Walking Dead är en följeslagare till The Walking Dead, utvecklad av AMC. Fear the Walking Dead sändes första gången den 23 augusti 2015.
Den fjärde säsongen av Fear the Walking Dead innehåller en crossover med The Walking Dead, närmare bestämt genom karaktären Morgan Jones (spelad av Lennie James).

#### Tales of the Walking Dead
I oktober 2021 meddelade AMC officiellt för en första säsong av Tales of the Walking Dead med sex avsnitt som debut i mitten av 2022. Det är en episodisk antologiserie som innehåller nya och befintliga karaktärer inom The Walking Dead-universum.

#### The Walking Dead: Daryl Dixon
The Walking Dead: Daryl Dixon som en spinoff-serie skapad av Angela Kang och Scott M. Gimple tillkännagavs i september 2020. Det meddelades då att Reedus och McBride skulle reprisera deras karaktärer Daryl respektive Carol. Serien började sändas 2023 efter avslutningen av den elfte säsongen av huvudserien. I april 2022 omarbetades projektet för att vara helt Daryl-fokuserat, och McBride lämnade projektet. Serien både utspelar sig och är inspelad i Europa under mitten av 2022, vilket gjorde det logistiskt ohållbart för McBride. I oktober 2022 avslöjades seriens undertitel vara Daryl Dixon.

#### The Walking Dead: Dead City
I mars 2022 meddelade AMC officiellt Isle of the Dead, med Morgan och Cohan i huvudrollerna som deras karaktärer Negan respektive Maggie. Serien utspelar sig på Manhattan. I augusti 2022 döptes serien om till The Walking Dead: Dead City. Seriens första säsong hade premiär 15 juni 2023 och består av sex avsnitt.

#### The Walking Dead: The Ones Who Live
The Walking Dead: The Ones Who Live är en spin-offserie från 2024. Efter Andrew Lincolns avgång som Rick Grimes under den nionde säsongen uppgav huvudinnehållsansvarig Scott Gimple att de planerar att skapa tre originalfilmer för att utforska händelser relaterade till Ricks karaktär i framtiden, med Lincoln i huvudrollen. Förutom Lincoln skulle även Danai Gurira (Michonne) och Pollyanna McIntosh (Jadis / Anne) medverka i dessa filmer. Filmerna var planerade att släppas på bio av Universal Studios. Men på San Diego Comic-Con 2022 tillkännagavs det att filmerna nu omarbetas till en miniserie med sex avsnitt med Lincoln och Gurira i huvudrollerna. Under Comic-Con efterföljande år avslöjades att The Walking Dead: The Ones Who Live skulle vara TV-seriens titel.

## Mottagande

### Kritisk mottagning
Första säsongen av The Walking Dead blev mycket väl mottagen av kritiker och har 82 av 100 poäng på Metacritic, baserat på 25 recensioner. Andra säsongen har efter halva säsongen (14 november 2011) fått 80 av 100 poäng, baserat på 22 recensioner. Seriens första avsnitt fick fler tittare i åldersgruppen 18-49 än någon serie tidigare på amerikansk kabel-TV, och den andra säsongen slog rekord i tittarsiffror som satts tio år tidigare av The Dead Zone. Serien fick en nominering för "Best Television Series" ("bästa TV-serie") i Golden Globe 2010 och vann en Emmy Award 2011 för "Outstanding Prosthetic Makeup" ("Enastående specialeffektsmink").
Serien har en trogen fanskara och det har skapats hyllningar som tv-programmet "Talking Dead" på AMC där programledaren Chris Hardwick leder diskussioner om varje avsnitt. Det har även börjat säljas mängder av fanprodukter som t.ex. sexleksaken "Wanking Dead"
För den tionde säsongen gav Rotten Tomatoes 91% av 287 kritikrecensioner med en genomsnittlig poäng på 7,29/10.